# Priamel
La Priamel (die Priamel, dal lat. preambolum) è un termine indicante uno schema retorico, consistente in un catalogo o rassegna di oggetti/concetti/valori, ai quali è contrapposto un termine di paragone, del quale si rivendica la superiorità.
Il termine Priamel originariamente era riferito ad un tipo di componimento poetico in voga in Germania dal XII al XVI sec., che consiste in una breve serie di assunti, spesso paradossali, riuniti insieme generalmente nel verso finale.
Non è attestato in autori antichi e l'uso del termine come stilema retorico risale probabilmente a Franz Dornseiff, che fa riferimento all'incipit dell'Olimpica I di Pindaro, dove una serie di paragoni anticipano il concetto che non c'è agone superiore a quello di Olimpia: Pind. Ol. 1, 1-7: 
Ἄριστον μὲν ὕδωρ, ὁ δὲ χρυσὸς αἰθόμενον πῦρ / ἅτε διαπρέπει νυκτὶ μεγάνορος ἔξοχα πλούτου· / εἰ δ' ἄεθλα γαρύεν / ἔλδεαι, φίλον ἦτορ, / μηκέτ' ἀελίου σκόπει / ἄλλο θαλπνότερον ἐν ἁμέρᾳ φαεν- / νὸν ἄστρον ἐρήμας δι' αἰθέρος, 	/ μηδ' Ὀλυμπίας ἀγῶνα φέρτερον αὐδάσομεν·
"L'acqua è la migliore, l'oro come fuoco che brucia nella notte brilla su ogni magnifica ricchezza: se vuoi cantare gli agoni, cuore caro, non cercare più altro astro splendente che scaldi più del sole di giorno nell'etere deserto, e non celebriamo gara migliore di Olimpia"
Un classico esempio di Priamel è in Saffo, 16 V. (= 16 L.-P.), 1-4:
ο]ἰ μὲν ἰππήων στρότον οἰ δὲ πέσδων / οἰ δὲ νάων φαῖσ' ἐπ[ὶ] γᾶν μέλαι[ν]αν / ἔ]μμεναι κάλλιστον, ἔγω δὲ κῆν' ὄτ- / τω τις ἔραται
"Alcuni un esercito di cavalieri, altri di fanti e altri ancora di navi dicono essere la cosa più bella sulla terra bruna, io ciò di cui si è innamorati"
È presente anche in Alcmane, fr. 3 P., 64-77:
οὔτε γάρ τι πορφύρας / τόσσος κόρος ὥστ' ἀμύναι, / οὔτε ποικίλος δράκων / παγχρύσιος, οὐδὲ μίτρα / Λυδία, νεανίδων ἰανογ[λ]εφάρων ἄγαλμα, / οὐδὲ ταὶ Ναννῶς κόμαι, / ἀλλ' οὐ[δ'] Ἀρέτα σιειδής, / οὐδὲ Σύλακίς τε καὶ Κλεησισήρα, / οὐδ' ἐς Αἰνησιμβρ[ό]τας ἐνθοῖσα φασεῖς· / Ἀσταφίς [τ]έ μοι γένοιτο καὶ / ποτιγλέποι Φίλυλλα / Δαμαρ[έ]τα τ' ἐρατά τε ϝιανθεμίς· / ἀλλ' Ἁγησιχόρα με τείρει.
In latino ha avuto fortuna come un elenco di esempi negativi da evitare: un famossimo componimento costruito secondo lo schema della Priamel è Orazio, carm. I, 1-36. Un altro raffinato esempio è in Tibullo I, 1-6: 
Diuitias alius fuluo sibi congerat auro / Et teneat culti iugera multa soli, / Quem labor assiduus uicino terreat hoste / Martia cui somnos classica pulsa fugent: / Mi mea paupertas uitam traducat inerti, / Dum meus assiduo luceat igne focus.
Recentemente la tecnica retorica della Priamel, per come è attestata in ambito greco e latino, è stata messa a confronto con una forma analoga presente in altre letterature europee, detta triadica, con la quale si mettono in relazione tre figure dando maggiore risalto a quella posta in posizione finale (un esempio in Omero, Iliade 1, 145: ἢ Αἴας ἢ Ἰδομενεὺς ἢ δῖος Ὀδυσσεὺς)